# 2013 en Suisse
Chronologie de la Suisse
- 2009
- 2010
- 2011
- 2012
- 2013
- 2014
- 2015
- 2016
- 2017

2011 par pays en Europe - 2012 par pays en Europe - 2013 par pays en Europe - 2014 par pays en Europe - 2015 par pays en Europe
2011 en Europe - 2012 en Europe - 2013 en Europe - 2014 en Europe - 2015 en Europe 

## Gouvernement au1erjanvier 2013
- Conseil fédéral[1]:
  - Ueli Maurer, (UDC/ZH), président de la Confédération
  - Didier Burkhalter, (PLR/NE), vice-président de la Confédération
  - Simonetta Sommaruga, (PS/BE)
  - Johann Schneider-Ammann, (PLR/BE)
  - Doris Leuthard, (PDC/AG)
  - Alain Berset, (PS/FR)
  - Eveline Widmer-Schlumpf, (PBD/GR)

## Faits marquants

### Janvier
- 23 au 27 janvier : 43e Forum économique mondial à Davos.

### Mars
- 7 au 17 mars : Salon international de l'automobile de Genève.

### Juillet
- 29 juillet : accident ferroviaire de Granges-près-Marnand.

### Octobre
- L'Affaire Giroud regroupant des enquêtes judiciaires pour fraude fiscale, falsification de marchandises, escroquerie et faux dans les titres à l'encontre de l'encaveur Dominique Giroud débute progressivement.

### Décembre
- L'Affaire Cleusix éclate en Valais et enclenche différentes procédures judiciaires et administratives. Elle met également la lumière sur des dysfonctionnements au service des contributions.